# Rhyacophila rayneri
Rhyacophila rayneri là một loài Trichoptera trong họ Rhyacophilidae. Chúng phân bố ở miền Tân bắc.